# 馬林·里奥瓦奇
馬林·里奥瓦奇（1988年8月7日—）是一位波黑足球運動員。在場上的位置是左後衛。他現在效力於克羅地亞足球甲級聯賽球隊里耶卡足球俱樂部。他也代表波黑國家足球隊參賽。